# Los tres espaciales
Los 3 espaciales, originalmente Wonder 3 (ワンダー３ Wondā 3?, lit Los tres maravillosos) es una serie de anime y manga, creada por Osamu Tezuka. Trata sobre la observación de la Tierra por un trío de alienígenas, siendo una obra de ciencia ficción con toques de comedia y drama. La primera temporada se realizó en blanco y negro, y fue televisada en México, Venezuela y Perú a fines de la década de 1960, con un reestreno entre 1977 y 1979.
Existió una segunda temporada, en color, lanzada en 1970, y una película, aunque ninguna de estas últimas salió de Japón.
Aunque las cintas originales se perdieron durante una inundación en el almacén donde se guardaban, se lanzó un DVD en Japón tomando los capítulos de copias ya existentes.[cita requerida]

## Argumento
Tres agentes alienígenas llegan a la Tierra para observar el comportamiento humano, para averiguar si el planeta debe ser destruido o no, para lo cual poseen una potente bomba anti-protones. Para ello, adquieren el aspecto de tres caballeros a fin de pasar desapercibidos, a pesar de lo cual son descubiertos por un adolescente terrícola, quien promete guardar el secreto. A cambio, ellos le ayudan contra los villanos terrestres. Al final, concluyen que no es necesario destruir la tierra ya que hay buenas personas y el destino del planeta pertenece únicamente a la humanidad misma.

## Personajes
- Bokko (ボッコ?) (Bonnie): La líder del trío, adopta la forma de un conejo con un peculiar mechón de cabello humano. Es casi siempre la que propone las ideas.
- Nokko (ノッコ?) (Ronnie): tiene forma de caballo, y es rápido y fuerte. No desea destruir el planeta.
- Pukko (プッコ?) (Zero): es el pato del equipo, un tanto altanero. Tiene un pelado estilo moptop (similar al de los integrantes de The Beatles). Es partidario de la destrucción humana y siempre anda deseando regresar a casa.
- Shinichi Hoshi (Kenny Carter): es el chico humano que conoce tanto el secreto de los extraterrestres, así como su verdadero propósito.
- Koichi Hoshi (Randy Carter): es el hermano mayor de Shincihi, trabaja como agente secreto.